# Cerezo de Río Tirón
Cerezo de Río Tirón település Spanyolországban, Burgos tartományban. Cerezo de Río Tirón Belorado, Quintanilla San García, Valluércanes, San Millán de Yécora, Treviana, Tormantos, Redecilla del Campo és Fresno de Río Tirón községekkel határos. Lakosainak száma 490 fő (2024).

## Népesség
A település népessége az utóbbi években az alábbiak szerint változott:
| Lakosok száma | 768  | 728  | 686  | 653  | 625  | 605  | 588  | 555  | 532  | 490  |
|               | 2001 | 2004 | 2006 | 2009 | 2011 | 2014 | 2016 | 2019 | 2021 | 2024 |